# 都市計画設計研究所
都市計画設計研究所（としけいかくせっけいけんきゅうじょ）は、日本の都市計画コンサルタント。

## 会社概要
- 設立：1967年7月25日
- 代表取締役：関口太一、三浦幸雄
- 所在地：東京都新宿区神楽坂6丁目67番地 神楽坂FNビル（〒162-0825）

## 実績
おもな実績に万博会場跡地整備基本構想と万博記念公園計画、東京オペラシティ、幕張ベイタウン、横浜博覧会協会管理施設、郡山市広域都市整備マスタープラン、浦安地区公有水面埋立地造成調整など多数。

## 沿革
- 1967年 ― 南條道昌、大村虔一らが、当時所属していた東京大学工学部都市工学科高山研究室に依頼が来た千里ニュータウンセンター計画を引き受けるかたちで会社を設立

## 所属団体
- 財団法人国土計画協会
- 社団法人再開発コーディネーター協会
- 社団法人全国市街地再開発協会
- 社団法人都市計画コンサルタント協会
- 社団法人日本公園緑地協会
- 社団法人日本住宅協会
- 社団法人日本都市計画学会
- 都市環境デザイン会議
- NPO法人日本都市計画家協会

## おもな著作
- 実務者のための新・都市計画マニュアル 日本都市計画学会編 丸善 2002年
- 都市の夜間景観の演出 都市の夜間景観研究会編 大成出版社 1990年
- 港の景観設計 土木学会編 技報堂出版 1991年
- まちづくりイベントハンドブック まちづくりイベント研究会編 学芸出版社 1996年
- 幕張ベイタウン物語 幕張コミュニティ・フォーラム編 幕張TMC 1996年
- 東京オペラシティ物語 LOK編 1999年 工作舎
- 都心再構築への試み－丸の内再開発の徹底解明 造景別冊3 建築資料研究社 2001年
- 都市観光でまちづくり 都市観光でまちづくり編集委員会編 学芸出版社 2003年
- クルマ社会のリ・デザイン 日本デザイン機構編 鹿島出版会 2004年